# Roberto Zandonella
Roberto Zandonella Necca (* 14. April 1944 in Comelico Superiore) ist ein ehemaliger italienischer Bobfahrer, der 1968 Olympiasieger im Viererbob war.
Zandonella war 1965 und 1967 italienischer Meister. Seinen ersten internationalen Titel gewann er bei den Olympischen Winterspielen 1968 in Grenoble, als der von Eugenio Monti gesteuerte Viererbob mit Luciano De Paolis, Zandonella und Mario Armano die Goldmedaille mit neun Hundertstelsekunden auf den österreichischen Bob gewann. Im Jahr darauf starteten Zandonella und Armano bei der Bob-Weltmeisterschaft 1969 zusammen mit Sergio Pompanin im von Gianfranco Gaspari gesteuerten Bob und belegten den zweiten Platz hinter dem deutschen Bob. Bei der Bob-Weltmeisterschaft 1970 in St. Moritz traten im Viererbob Nevio De Zordo, Roberto Zandonella, Mario Armano und Luciano De Paolis an und siegten vor den deutschen Titelverteidigern. Bei den Olympischen Spielen 1972 gewann Nevio De Zordo mit einem neuen Team die Silbermedaille. Zandonella, Armano und De Paolis belegten mit Gianfranco Gaspari den achten Platz.
Beruflich war Zandonella als Ingenieur in einer Baufirma tätig. 2009 wurde er für seinen Einsatz zur Förderung junger Sportler ausgezeichnet. 